# 蘇梅埃薩拉
蘇梅埃薩拉（波斯語：‎）是伊朗的城市，位於該國西北部裡海沿岸，由吉蘭省負責管轄，距離首府拉什特約25公里，市內有多間大學，2006年人口36,522。